# Seznam zápasů SK Slavia Praha 1897
V roce 1897 odehrála SK Slavia Praha 7 zápasů, z toho 2 značené jako Mistrovství Prahy, 1 jako Mistrovství Rakouska, 2 jako Mistrovství zemí koruny České a 2 jako Mistrovství Království Českého. Celková bilance byla 4 výhry, 1 remíza a 2 porážky.

## Přehled zápasů
| 7. březen 1897 Mistrovství Prahy |       |              |                              |
| SK Slavia Praha                  | 1 – 3 | DFC Praha II | stadion Slavie, Letná, Praha |
|                                  |       |              | stadion Slavie, Letná, Praha |

| 21. březen 1897 Mistrovství Prahy |       |           |                              |
| SK Slavia Praha                   | 2 – 2 | DFC Praha | stadion Slavie, Letná, Praha |
|                                   |       |           | stadion Slavie, Letná, Praha |

| 25. březen 1897 Mistrovství Rakouska |       |              |                              |
| SK Slavia Praha                      | 0 – 1 | DFC Praha II | stadion Slavie, Letná, Praha |
|                                      |       |              | stadion Slavie, Letná, Praha |

| 24. říjen 1897 Mistrovství zemí koruny České |       |                       |                              |
| SK Slavia Praha                              | 5 – 0 | Český Sculling Cercle | Stadion Slavie, Letná, Praha |
|                                              |       |                       | Stadion Slavie, Letná, Praha |

| 31. říjen 1897 Mistrovství zemí koruny České, finále |       |                   |                              |
| SK Slavia Praha                                      | 3 – 1 | SK Slavia Praha B | stadion Slavie, Letná, Praha |
|                                                      |       |                   | stadion Slavie, Letná, Praha |

| 14. listopad 1897 Mistrovství království Českého |       |                       |                              |
| SK Slavia Praha                                  | 6 – 0 | Český Sculling Cercle | stadion Slavie, Letná, Praha |
|                                                  |       |                       | stadion Slavie, Letná, Praha |

| 21. listopad 1897 Mistrovství království Českého |       |                          |                              |
| SK Slavia Praha                                  | 5 – 0 | Český Sculling Cercle II | stadion Slavie, Letná, Praha |
|                                                  |       |                          | stadion Slavie, Letná, Praha |

## Soupisky jednotlivých utkání

### Slavia - DFC Praha II
Soupisky mužstev z tohoto utkání nejsou známy.

### Slavia - DFC Praha
Soupisky mužstev z tohoto utkání nejsou známy.

### Slavia - DFC Praha II
Soupisky mužstev z tohoto utkání nejsou známy.

### Slavia - Český Sculling Cercle
Soupisky mužstev z tohoto utkání nejsou známy.

### Slavia - Slavia B
- SK Slavia: Semanský - Paclt, Tichna - Pokorný, J.Vosátka, Hrabě - Baumruk, Zámostný, Setzer, Horáček, Gästner

Poznámka: Slavia se tímto stala mistrem zemí koruny České.

### Slavia - Český Sculling Cercle
Soupisky mužstev z tohoto utkání nejsou známy.

### Slavia - Český Sculling Cercle II
Soupisky mužstev z tohoto utkání nejsou známy.
Poznámka: Slavia se tímto stala mistrem Království Českého.